# Гадри, Фрэнк
Фари́д «Фрэнк» аль-Гадри (араб. فريد الغادري‎; род. 18 июня 1954, Алеппо) — американский политик арабского происхождения, соучредитель и председатель действующей на территории США «Партии реформ Сирии» (RPS), лоббирующей свержение режима Башара Асада в Сирии. Гадри часто сравнивают с Ахмадом Чалаби — иракским диссидентом, который в своё время призывал США к военной интервенции в Ирак для свержения режима Саддама Хусейна.

## Биография
Гадри родился 18 июня 1954 года в Алеппо (Сирия). Когда Фариду было десять лет, из-за начавшихся в Сирии волнений его семья переехала сначала в Бейрут, где он учился в Школе братьев-маристов. После того как в 1975 году гражданская война началась в самом Ливане эмигрировала в США. Они поселились в Вашингтоне, где Гадри поступил в Американский университет и в 1979 году окончил его как специалист в области финансов и маркетинга. Благодаря служебному положению отца, Гадри получил подданство Саудовской Аравии.
Гадри работал в EG&G Intertech Inc. — дочерней компании EG&G. Продал свой бизнес в 1989 году, с 1990 года занимался скупкой подержанных советских компьютеров.

### Политическая деятельность
Будучи ярым противником режима Башара Асада в Сирии Гадри остается весьма спорной и противоречивой фигурой сирийской оппозиции. В 2001 году Гадри стал соучредителем «Партии реформ Сирии» (RPS), выступавшей за начало демократических преобразований в Сирии. По утверждениям самого Гадри, партия была сформирована в ответ на теракты 11 сентября. После начала весной 2011 года антиправительственных выступлений в Сирии, RPS открыто выступила в поддержку военной интервенции США с целью свержения режима Башара Асада.
По данным WikiLeaks, ряд представителей сирийской оппозиции рассматривает RPS как «потенциально нежелательную организацию». Так бывший депутат сирийского парламента, а ныне вице-президент оппозиционной коалиции — Рияд Сейф называл Гадри незначимой фигурой в сирийской политике и недоумевал, почему США оказывают ему поддержку. Аналогичное мнение высказывал член Сирийского национального совета — Хайтам аль-Мале. Журналисты часто сравнивают Гадри с Ахмадом Чалаби, за его симпатии к США и призывы к военному вмешательству в сирийский конфликт.

### Личная жизнь
Женат, имеет четверо детей.